# Charles Frederick Maynard
Charles Frederick Maynard (* 4. Juli 1879 in Hinton, New South Wales; † 9. September 1946 in Rydalmere) war der Gründer der ersten politischen Organisation der Aborigines, der Australian Aboriginal Progressive Association (AAPA).

## Frühes Leben
Charles Maynard war das dritte Kind von William Maynard, einem in England geborenen Arbeiter und Mary Phillips, einer Woonarua-Aborigine. Nach dem Tod seiner Mutter im Jahre 1894 wurden er und seine Geschwister von einem protestantischen Pfarrer in Maitland streng nach dessen Glauben erzogen.

## Beruf und Politik
Charles Maynard arbeitete als Traktorfahrer, Viehtreiber und Fotograf. 1914 wurde er Hafenarbeiter in Sydney und Mitglied der Waterside Workers Federation of Australia. Maynard beteiligte sich an öffentlichen Protestaktionen für die Rechte der Aborigines, die sich vor allem gegen Aboriginal Protection Boards richteten, die alle Aborigines kontrollieren konnten. Er setzte sich hauptsächlich für die menschengerechte Behandlung der Aborigineskinder in Heimen ein und gründete im Februar 1925 die AAPA, deren Vorsitzender er wurde.
Die AAPA engagierte sich für die menschengerechte Behandlung der Aborigineskinder in Heimen, gegen die Entfernung der Aborigineskinder von ihren Eltern sowie gegen Kinderarbeit derselben als Haushaltshilfen und Diener. Aboriginesfamilien sollten Farmland in ihrer traditionellen Heimat und ihre Kinder freien Zutritt zu Schulen erhalten. In staatlichen Organisationen, die die Aborigines kontrollierten, sollten auch Aborigines Mitglieder sein.
Die Große Depression, die anhaltende Observation der AAPA durch die Polizei und Aboriginal Protection Boards beendete die Aktivitäten der AAPA in den 1930er Jahren. Maynard heiratete am 14. Juni 1928 Minnie Critchley und ein Unfall an den Docks machte ihn arbeitsunfähig. Er starb an Diabetes mellitus am 9. September 1946 im Mental Hospital, Rydalmere und wurde auf Weise der Presbyter auf dem Rookwood Cemetery beerdigt. Er hinterließ eine Frau, zwei Söhne und zwei Töchter.